# Damochojena
Damochojena – wieś w Botswanie w dystrykcie Central. Według spisu ludności z 2011 roku wieś liczyła 993 mieszkańców.